# Billancourt
Billancourt là một xã ở tỉnh Somme trong vùng Hauts-de-France, Pháp. Xã có diện tích 4,95 ki-lô-mét vuông, dân số theo điều tra năm 1999 là 137 người. Xã này toạ lạc về phía bắc của Pháp.